# Jeffrey S. Medkeff
| 15512 Snyder       | 18 ottobre 1999  |
| 37163 Huachucaclub | 19 novembre 2000 |
| 38203 Sanner       | 19 giugno 1999   |
| 86279 Brucegary    | 17 ottobre 1999  |
| 106537 McCarthy    | 23 novembre 2000 |
| 106545 Colanduno   | 28 novembre 2000 |
| 158092 Frasercain  | 28 novembre 2000 |
| 165347 Philplait   | 23 novembre 2000 |

Jeffrey S. Medkeff (Akron, 1968 – Houston, 3 agosto 2008) è stato un astronomo statunitense, noto come Jeff Medkeff, è stato un importante scrittore scientifico ed educatore. Fu anche un progettista di telescopi robotici, un filantropo  e un sostenitore della libertà personale e sessuale.
Il Minor Planet Center gli accredita la scoperta di dieci asteroidi, effettuate tra il 1999 e il 2000, di cui in parte in collaborazione con David B. Healy.
Gli è stato dedicato l'asteroide 41450 Medkeff.

## Biografia
Medkeff nacque ad Akron, Ohio nel 1968, e crebbe nella vicina Cuyahoga Falls. Contrasse l'asma in giovane età e da bambino dovette sopportare diversi ricoveri ospedalieri prolungati. La condizione era abbastanza grave da limitare la sua attività e rappresentare una minaccia per la sua vita. Attribuì a questa esperienza un amore duraturo per la lettura e l'apprendimento autodiretto. Era uno scettico e un ateo.

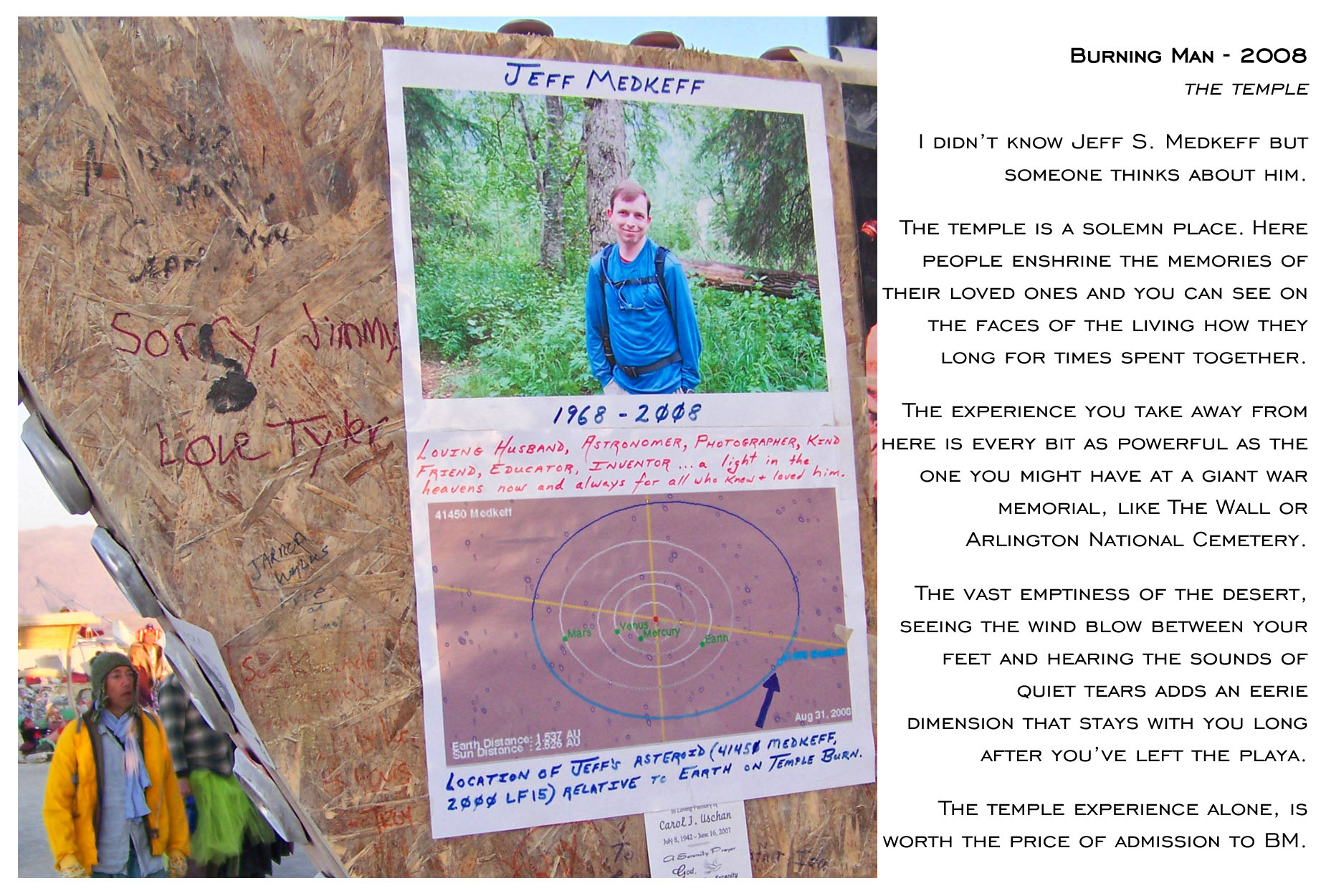
Un manifesto alla memoria di Jeffrey S. Medkeff

Medkeff studiò alla Ohio State University. All'inizio degli anni '90 fu direttore di una start-up tecnologica, venduta poi con grande profitto. In seguito assunse un incarico come analista di sistemi presso l'Ohio State, dove lavorò mentre sua moglie completava la scuola veterinaria.
Nel 1994, Jeff si trasferì a Sierra Vista, in Arizona, dove iniziò a lavorare al Junk Bond Observatory in un programma di caccia agli asteroidi. Stancandosi rapidamente del noioso lavoro, iniziò lo sviluppo di un sistema automatizzato di osservazione e riduzione per questo lavoro.
Nel 1997, adottò una prima forma dello standard Astronomy Common Object Model come mezzo principale per comunicare con dispositivi come telescopi e fotocamere. Attribuì alla capacità di utilizzare driver e oggetti di utilità preesistenti per concentrarsi sui problemi di progettazione e flusso di lavoro per l'osservatorio.
I risultati furono riportati in una serie di articoli per i Workshop Amatoriali-Professionali di Minor Planet e su riviste. Nel 1999, l'acquisizione da parte dell'osservatorio delle immagini degli asteroidi era completamente automatizzata, e anche una notevole quantità di riduzione era automatica. Medkeff fondò il Rockland Observatory in questo periodo, e in seguito fu nominato direttore dello Small Telescope Astronomical Research Observatory. In entrambe le strutture è stato fatto un ulteriore sviluppo.
Alla fine del 2000, il processo di selezione degli obiettivi per l'osservazione notturna era sotto il controllo del computer, pur consentendo di definire obiettivi specifici dall'astronomo e consentendo agli obiettivi di opportunità di interrompere l'osservazione programmata della notte. A questo punto, un certo numero di osservatori in Arizona, Australia ed Europa utilizzavano il sistema di Medkeff in tutto o in parte. Dal 2000 al 2004 perfezionò il software e lo adattò per l'uso in indagini di supernova, fotometria di stelle variabili cataclismiche e indagini di oggetti transnettuniani. Nel 2004, un certo numero di famosi osservatori avevano concesso in licenza il software o adattato il codice sorgente per il loro uso.
Come risultato di questo lavoro, Medkeff scoprì un certo numero di asteroidi. Chiamò questi asteroidi in onore di colleghi scienziati e scettici come Fraser Cain, Derek Colanduno, Robynn McCarthy, PZ Myers, Phil Plait, Michael Stackpole e Rebecca Watson. Nel 2003, l'Unione Astronomica Internazionale ha riconosciuto il suo contributo alla scienza chiamando l'asteroide 41450 Medkeff in suo onore, sottolineando che "ha contribuito alla scoperta e alle osservazioni fotometriche di migliaia di pianeti minori". 
Nella primavera del 2004, Medkeff vendette la sua azienda a una società specializzata nell'automazione delle osservazioni sismiche e si ritirò dal campo tecnologico.
Morì il 3 agosto 2008 a Houston, nel Texas, all'età di 40 anni.